# Désiré Leriche
Désiré Leriche (* 6. September 1903; † 1944) war ein französischer Marathonläufer.
1937 wurde er mit seiner persönlichen Bestzeit von 2:41:53 h Französischer Meister und siegte beim Košice-Marathon in 2:43:42 h.
Bei den Leichtathletik-Europameisterschaften 1938 in Paris wurde er Siebter in 2:48:22 h.
1944 starb er in einem Konzentrationslager.